# Кастелфран
Кастелфран (фр. Castelfranc) насеље је и општина у јужној Француској у региону Миди Пирене, у департману Лот која припада префектури Каор.
По подацима из 2011. године у општини је живело 392 становника, а густина насељености је износила 68,65 становника/km². Општина се простире на површини од 5,71 km². Налази се на средњој надморској висини од 110 метара (максималној 270 m, а минималној 80 m).

## Демографија
| 1962. | 1968. | 1975. | 1982. | 1990. | 1999. | 2011. |
| ----- | ----- | ----- | ----- | ----- | ----- | ----- |
| 351   | 356   | 341   | 317   | 365   | 413   | 392   |

График промене броја становника у току последњих година